# Impatiens tricaudata
Impatiens tricaudata är en balsaminväxtart som beskrevs av Georg Martin Schulze. Impatiens tricaudata ingår i släktet balsaminer, och familjen balsaminväxter. Inga underarter finns listade i Catalogue of Life.